# Уиткин, Герман
Герман А. Уиткин или Виткин (англ. Herman Allen Witkin; 2 августа 1916 — 8 июля 1979) — американский психолог и преподаватель, специализировался в исследовании высшей когнитивной деятельности и педагогической психологии. Пионер теории когнитивных стилей и стилей обучения. Выделенные Уиткином когнитивные стили определялись не с помощью опросников, а с помощью решения стандартизованных задач. В исследовании проблемы когнитивных стилей сотрудничал с С. Ашем и Д. Гудинафом.
Входит в число 100 наиболее цитируемых авторов в Индексе цитируемости по социальным наукам.

## Биография
Родился в Нью-Йорке в семье еврейских эмигрантов из России Абрахама и Анны (1882—1966) Виткин.
Получил степень доктора философии в Нью-Йоркском университете в 1939 г., преподавал в Бруклинском колледже в 1940—1952, был профессором в медицинском центре Университета штата Нью-Йорк в 1952—1971, и с 1971 работал в Службе образовательного тестирования (Educational Testing Service).
Жена — генетик Эвелин Виткин (урождённая Майзель).

## Сочинения
- Personality Through Perception: an Experimental and Clinical Study, 1954;
- Psychological Differentiation: Studies of Development, 1962.